# Bonne de Malines
La Bonne de Malines est une variété de poire.

## Synonymes

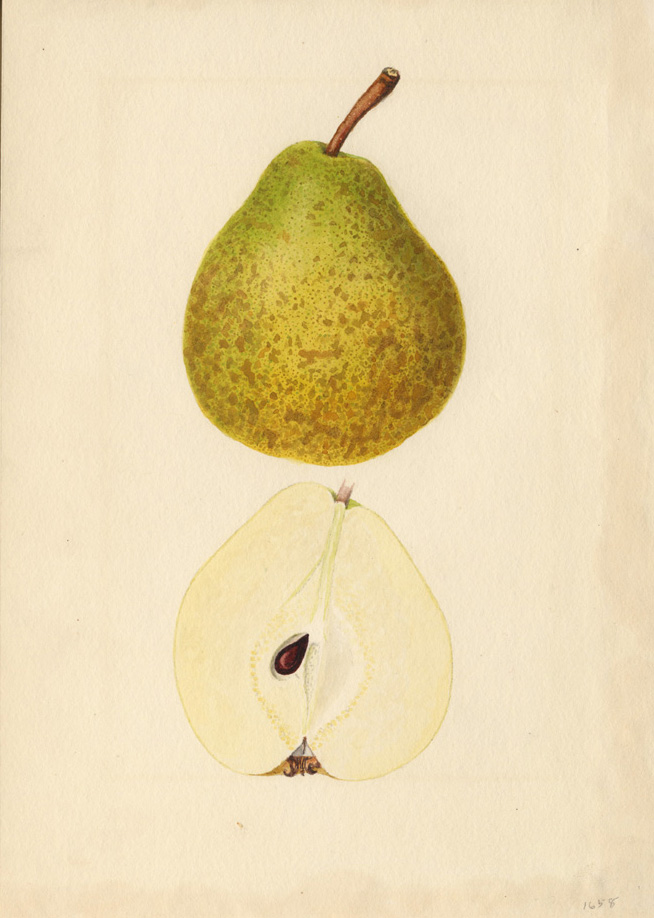
Avec sa coupe en longueur.

- Nélis d'hiver,
- Winter Nélis,
- Bonne Malinoise,
- Beurré de Malines,
- Etourneau,
- Coloma d'hiver,
- Bergamote Thouin,
- Colmar Nélis,
- Milanaise Cuvelier[1].

## Origine
La poire vient d'un semis du conseiller Jean-Charles Nélis ; elle est obtenue en 1814, à Malines en Belgique.

## Arbre
Rameaux : de longueur et de grosseur moyennes, arqués, fauve bronzé à lenticelles petites, grises, rondes.
Yeux : ils sont petits, coniques, aigus, très écartés du rameau.
Culture : ce poirier doit être greffé sur cognassier pour les petites formes, et sur franc de préférence pour les grandes formes. Cultivé trop au nord ainsi que dans les sols trop forts, il est sujet au chancre et ses branches périssent rapidement.
Répandue dans toutes les régions, cette variété doit être taillée court pour maintenir sa fertilité, et il sera nécessaire d'éclaircir les fruits.
La tavelure attaque très peu les fruits.

## Fruit
Moyen ou à peine moyen, il se présente comme turbiné, obtus et ventru, tronqué à la base.
Épiderme : relativement rude, jaune verdâtre, largement plaqué de fauve sur une grande partie de la surface, il est pointillé de gris pâle, rarement un peu teinté de rose pâle.
Pédicelle : assez court, fort, droit ou arqué, il est implanté un peu obliquement, dans une cavité étroite et bosselée.
Œil : il est assez grand, ouvert, inséré dans une dépression assez large et peu profonde.
Chair : elle est blanche, fine, fondante, juteuse, sucrée, acidulée et parfumée.
Qualité  : le fruit se révèle de très bonne qualité.
Maturité : elle est atteinte de décembre à janvier.
Le code PLU du fruit est 4426.

## Appréciation générale
C'est un fruit d'amateur.

#### Ouvrages
- André Leroy,  « Dictionnaire de Pomologie », Poires, tomes  I et II, Imprimeries Lachaire à Angers.
- H. Kessler : « Pomologie illustrée », Imprimeries de la Fédération S.A, Berne, ISBN
- Georges Delbard, « Les Beaux fruits de France d’hier », Delbard, Paris, 1993,  (ISBN 2-950-80110-2).
- Alphonse Mas, Le verger (1865-1870) et La pomologie générale (1872-1883). Le verger, tome 1, poires d'hiver, planche, 1865, aquarelles du verger, Le Verger français, tome 1, 1947.

#### Revues et publications
- Revue « Fruits Oubliés », no 54.